# Белошампиньон
Белошампиньо́н, или Лейкоага́рикус (лат. Leucoagaricus) — род грибов семейства Шампиньоновые (Agaricaceae).

## История изучения
Род впервые описан в 1948 г. Р. Зингером, который поместил в него часть видов Lepiota s. l. и отнёс к учреждённой им же трибе Leucocoprinae Singer 1948 вместе с несколькими морфологически близкими родами (Белонавозник (Leucocoprinus), Макролепиота (Macrolepiota), Хлорофиллум (Chlorophyllum), Volvolepiota). В понимании объёмов родов Leucocoprinae существовали разногласия между исследователями, многие виды переносились из одного рода в другой в пределах этой трибы, а иногда и в пределах семейства или порядка. С появлением и развитием методов молекулярной филогенетики состав родов активно пересматривается. До 1975 года к роду Белошампиньон относили 6—18 описанных на то время видов, к 1990 году — до 26 видов. По данным Словаря грибов Эйнсуорта и Бисби 2008 года род содержит около 90 видов.

## Описание
Описание рода по морфологическим признакам без учёта данных молекулярной филогенетики
- Тип развития плодового тела пилеокарпный.
- Шляпка толсто-, реже тонкомясистая, с бугорком или без него. Поверхность чаще голая, иногда кожица растрескивается и образуются мелкие зернистые гранулы или крупные прижатые чешуйки в центре.
- Пластинки свободные, нередко с коллариумом, частые, тонкие, край пластинок ровный. Цвет молодых пластинок белый, с возрастом они часто темнеют. Трама пластинок неправильная.
- Ножка цилиндрическая, центральная, в основании расширяется в клубень или сужается и образует подземный корневидный вырост. Кольцо простое, широкое, отстающее, неподвижное.
- Споровый порошок беловатого или беловато-кремового цвета. Споры декстриноидные, метахроматичные, бесцветные, или слегка розоватые, кремовые, с порой прорастания, эллипсоидальные, миндалевидно-эллипсоидальные или яйцевидные, длиной до 10 нм, гладкие, у некоторых видов орнаментированные.

От рода Лепиота (Lepiota) Белошампиньон отличается главным образом по габитусу плодовых тел и спорами, имеющими пору прорастания. Морфологически наиболее близкие роды — Белонавозник и Макролепиота. От белонавозников род отличается характером поверхности шляпки и габитусом плодовых тел, от макролепиот — неподвижным кольцом на ножке и размером спор.

### Экология
Белошампиньоны встречается в лесах и вне леса, на полянах, опушках, в полях, парках, степях, лесополосах. Представители известны как в умеренном климате, так и в тропиках, на всех континентах, кроме Антарктиды.

## Практическое значение
Съедобность или токсичность большинства видов не изучены. Некоторые виды съедобны, но из-за редкости или трудности точного определения обычно не собираются.
Белошампиньон румянящийся, известный также как зонтик ореховый, или лепиота ореховая, считается высококачественным, но рекомендуется для сбора только наиболее опытными грибниками, так как этот гриб легко спутать с ядовитыми.

## Виды
Список по сайту «Энциклопедия жизни» и другим источникам:
- Leucoagaricus amanitoides R.M. Davis & Vellinga, 2006
- Leucoagaricus americanus (Peck) Vellinga, 2000 [syn.  Leucocoprinus bresadolae (Schulzer) Wasser, 1978 — Белонавозник Брезадолы]
- Leucoagaricus barssii (Zeller) Vellinga, 2000 [syn.  Leucoagaricus macrorhizus Locq. ex E. Horak, 1968 — Белошампиньон длиннокорневой]
- Leucoagaricus brunneocingulatus (P.D. Orton) Bon, 1976
- Leucoagaricus carneifolius (Gillet) Wasser, 1977 — Белошампиньон телеснопластинковый
- Leucoagaricus cinerascens (Quél.) Bon & Boiffard, 1978 — Белошампиньон сереющий, или дымчатый
- Leucoagaricus croceovelutinus Bon, 1976
- Leucoagaricus crystallifer Vellinga, 2000
- Leucoagaricus crystalliferoides T.K.A. Kumar & Manim., 2009
- Leucoagaricus dacrytus Vellinga, 2010
- Leucoagaricus georginae (W.G. Sm.) Candusso, 1990 [syn.  Leucocoprincus georginae (W.G. Sm.) Wasser, 1985 — Белонавозник Джорджины]
- Leucoagaricus glabridiscus (Sundb.) Wuilb., 1986
- Leucoagaricus gongylophorus (Möller) Singer, 1986
- Leucoagaricus griseodiscus (Bon) Bon & Migl., 1991
- Leucoagaricus ionidicolor Bellù & Lanzoni, 1988
- Leucoagaricus irinellus Chalange, 1999
- Leucoagaricus leucothites (Vittad.) Wasser, 1977 — Белошампиньон румянящийся, или зонтик ореховый [syn.  Leucoagaricus holosericeus (Fr.) M.M. Moser, 1967 — Белошампиньон шелковистый][6]
- Leucoagaricus marriagei (D.A. Reid) Bon, 1976
- Leucoagaricus medioflavoides Bon, 1976
- Leucoagaricus meleagris (Sowerby) Singer, 1952
- Leucoagaricus menieri (Sacc.) Singer, 1968
- Leucoagaricus moseri Wasser, 1978 — Белошампиньон Мозера [7]
- Leucoagaricus nympharum (Kalchbr.) Bon, 1977 [syn.  Macrolepiota nympharum (Kalchbr.) Wasser 1985 — Гриб-зонтик девичий]
- Leucoagaricus pilatianus (Demoulin) Bon & Boiffard, 1976 [syn.  Leucocoprincus pilatianus (Demoulin) Wasser, 1978 — Белонавозник Пилата]
- Leucoagaricus purpureolilacinus Huijsman, 1955
- Leucoagaricus serenus (Fr.) Bon & Boiffard, 1974
- Leucoagaricus sericifer (Locq.) Vellinga, 2000 — Белошампиньон шелковистый
- Leucoagaricus subcretaceus Bon, 1981
- Leucoagaricus sublittoralis (Kühner ex Hora) Singer, 1969
- Leucoagaricus tener (P.D. Orton) Bon 1977
- Leucoagaricus viridiflavoides B.P. Akers & Angels, 2000
- Leucoagaricus wichanskyi (Pilát) Bon & Boiffard, 1974 — Белошампиньон Виханского

Виды, относимые некоторыми авторами к роду Белошампиньон и перенесённые в другие роды:
- Leucoagaricus badhamii (Berk. & Broome) Singer, 1951 = Leucocoprinus badhamii (Berk. & Broome) M.M. Moser, 1943
- Leucoagaricus caldariorum (D.A. Reid) Bon, 1993 = Leucocoprinus caldariorum D.A. Reid, 1990
- Leucoagaricus cretaceus (Bull.) M.M. Moser, 1953 = Leucocoprinus cretaceus (Bull.) Locq., 1945
- Leucoagaricus excoriatus (Schaeff.) Singer, 1948 = Macrolepiota excoriata (Schaeff.) M.M. Moser, 1978 — Гриб-зонтик белый
- Leucoagaricus hortensis (Murrill) Pegler, 1983 = Chlorophyllum hortense (Murrill) Vellinga, 2002
- Leucoagaricus josserandii  (Bon & Boiffard) Raithelh., 1989 = Lepiota subincarnata J.E. Lange, 1940
- Leucoagaricus medioflavus  (Boud.) Bon, 1976 = Leucocoprinus medioflavus (Boud.) Bon, 1976
- Leucoagaricus medullatus  (Fr.) Bon, 1977 = Lepiota medullata (Fr.) Quél., 1872
- Leucoagaricus pulverulentus (Huijsman) Bon, 1978 = Cystolepiota pulverulenta (Huijsman) Vellinga, 1992